# بترو بوروشنكو
بترو بوروشنكو (بالأوكرانية: Петро Олексійович Порошенко) مواليد 26 سبتمبر 1965 في بولهراد، الاتحاد السوفيتي هو رجل أعمال أوكراني وسياسي و وزير سابق ويعتبر بيتر بوروشنكو من أكثر الأشخاص نفوذا في السياسة الأوكرانية. انتخب رئيسا للبلاد في 25 مايو 2014.
شغل بوروشنكو منصب وزير الخارجية من عام 2009 حتى عام 2010، ووزير التجارة والتنمية الاقتصادية في عام 2012. من عام 2007 حتى عام 2012، ترأس بوروشنكو مجلس البنك الوطني الأوكراني. انتُخب رئيسًا في 25 مايو عام 2014، وحصل على 54.7% من الأصوات في الجولة الأولى، ففاز بشكل مباشر وبسهولة متجنبًا جولة الإعادة. خلال فترة رئاسته، قاد بوروشنكو البلاد أثناء التدخل العسكري الروسي في أوكرانيا، ما دفع قوات المتمردين بالتوجه نحو أعماق منطقة دونباس. بدأ عملية الاندماج مع الاتحاد الأوروبي من خلال التوقيع على اتفاقية الشراكة بين أوكرانيا والاتحاد الأوروبي.
فيما يتعلق بالسياسة المحلية، روج بوروشنكو للغة الأوكرانية، والنظام القومي، والرأسمالية الشاملة، واجتثاث الشيوعية، واللامركزية الإدارية. في عام 2018، ساعد بوروشنكو في إنشاء الكنيسة الأوكرانية الأرثوذكسية مع أسقف رئيسي خاص بها، وفصل بذلك الكنائس الأوكرانية عن بطريركية موسكو. لُخصت رئاسته في شعار مؤلف من ثلاث كلمات، استخدمه كل من المؤيدين والمعارضين: آرميا، موفا، فيرا. يعني ذلك، بالترجمة من الأوكرانية: الجيش، اللغة، الإيمان.
ترشح لولاية ثانية في عام 2019، وحصل على 24.5% في الجولة الثانية، إذ هزمه فولوديمير زيلينسكي. لم يكن هناك إجماع تام من قبل الخبراء حول سبب خسارة بوروشنكو، فتراوحت الآراء من معارضة القومية المتشددة، والفشل في القضاء على الفساد، واستياء المناطق الناطقة بالروسية التي تجاهلها برئاسته، إلى الاستياء من صراعات بوروشنكو الشديدة مع السياسيين الموالين للغرب، مثل أندريه سادوڤي، والرئيس السابق لدولة جورجيا، ميخائيل ساكاشفيلي (الذي طُرد من أوكرانيا) وصعود فيكتور ميدفيدشوك الموالي لروسيا؛ اتهم العامل في إذاعة أوروبا الحرة والناشط في مكافحة الفساد، دينيس بيهوس، بوروشنكو وميدفيدشوك «بالعمل معًا بالسر». يشغل بوروشنكو حاليًا منصب نائب الشعب في المجلس الأعلى الأوكراني وزعيم حزب التضامن الأوروبي.خارج الحكومة، كان بوروشينكو من الأوليغارشية الأوكرانيين البارزين الذين يملكون مهنة مربحة في امتلاك واكتساب الأصول. كانت من العلامات التجارية الأكثر شهرة، روشن، وهي شركة حلويات واسعة النطاق أكسبته لقب «ملك الشوكولاتة»، بالإضافة إلى القناة 5 الإخبارية التلفزيونية، حتى بيعها في نوفمبر عام 2021. نظرًا لحجم ممتلكاته التجارية في قطاعات الصناعة والزراعة والمالية، ونفوذه السياسي الذي شمل العديد من المهام الحكومية قبل رئاسته، وامتلاكه منفذ إعلامي جماهيري مؤثر، لطالما اعتُبر بوروشينكو أوليغارشيًا أوكرانيًا بارزًا، وإن لم يكن الأكثر نفوذًا.

## النشأة والتعليم
كان والده، أوليكسي بوروشنكو (1936-2020)، مهندسًا ومسؤولًا حكوميًا لاحقًا أدار العديد من المصانع خلال الحكم السوفيتي في أوكرانيا. لا يُعرف سوى القليل عن والدته، يفغينيا سيرجوييفنا جريجورتشوك (1937-2004)، لكن صحيفة أوكرانية ذكرت أنها كانت محاسبة، ودرّست في مدرسة مهنية وتقنية للمحاسبة. أمضى طفولته وشبابه في تيغينا (جمهورية مولدوفا الاشتراكية السوفيتية، المعروفة الآن باسم بيندر، والتابعة فعليًا لسيطرة دولة ترانسنيستريا الانفصالية غير المعترف بها)، حيث ترأس والده أوليكسي مصنعًا لبناء الآلات، وحيث تعلم اللغة الرومانية.
في شبابه، مارس بوروشنكو الجودو والسامبو، وترشح لدرجة الماجستير في الرياضة من اتحاد الجمهوريات الاشتراكية السوفيتية. رغم حصوله على درجات جيدة، لم يحصل على الميدالية الذهبية عند التخرج، وحصل في بطاقة تقريره على علامة سي (جيد) عن سلوكه. بعد خوضه شجارًا مع أربعة من الطلاب العساكر من الجيش السوفيتي في المفوضية العسكرية، أُرسل لتأدية الخدمة العسكرية في جمهورية كازاخستان الاشتراكية السوفيتية البعيدة.
في عام 1989، تخرج بوروشنكو، بعد أن بدأ الدراسة في عام 1982، حاصلًا على شهادة في الاقتصاد من دائرة العلاقات الدولية والقانون (معهد العلاقات الدولية لاحقًا) في جامعة كييف. في هذه الجامعة، أصبح صديقًا لميخائيل ساكاشفيلي وعينه في مايو عام 2015، محافظًا لأوديسا أوبلاست، وهو أحد الرؤساء السابقين لدولة جورجيا.
في عام 1984، تزوج بوروشنكو من طالبة الطب مارينا بيريفدينتسيفا (مواليد عام 1962). ولد ابنهما الأول، أوليكسي، عام 1985 (ولد أبناؤه الثلاثة الآخرون في عامي 2000 و2001).
من عام 1989 حتى عام 1992، كان بوروشنكو مساعدًا في دائرة العلاقات الاقتصادية الدولية بالجامعة. عندما كان طالبًا، أسس شركة استشارية قانونية توسطت التفاوض على عقود التجارة الخارجية، ثم أجرى المفاوضات بنفسه، فبدأ في توريد حبوب الكاكاو لصناعة الشوكولاتة السوفيتية في عام 1991. في الوقت نفسه، كان نائب مدير الاتحاد «الجمهوري» للشركات الصغرى ورجال الأعمال، والرئيس التنفيذي لـ«شركة الصرافة الأوكرانية».
توفي شقيق بوروشنكو، ميخايلو، الذي يكبره بثماني سنوات، في حادث سيارة عام 1997 في ظروف غامضة.

## المهنة

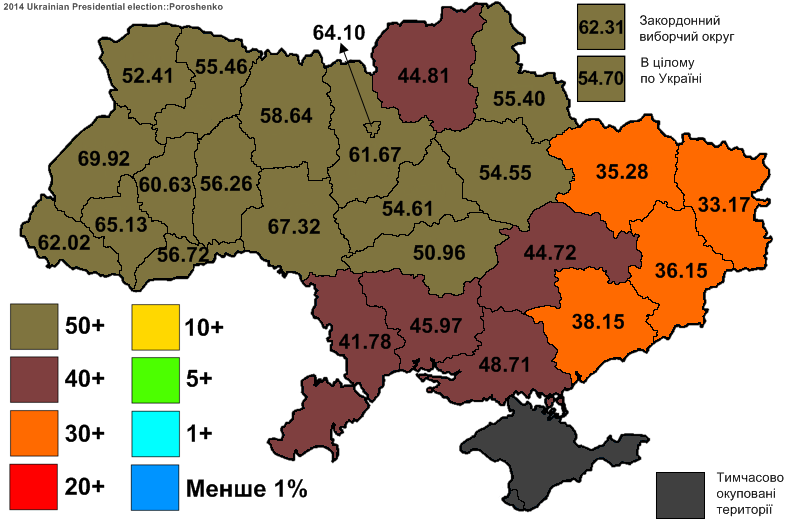
الدعم الانتخابي لبترو أوليكسيوفيتش بوروشنكو في الانتخابات الرئاسية لعام 2014 في أوكرانيا.

في عام 1993، أنشأ بوروشنكو، مع والده أوليكسي وزملائه من معهد التثقيف في مجال السير على الطرق في كييف، شركة الصناعة والاستثمار الأوكرانية، يو كيه آر برومينفيست، التي تخصصت في صناعة الحلويات وصناعات السيارات (بالإضافة إلى عمليات التجهيز الزراعية الأخرى لاحقًا). كان بوروشنكو المدير العام للشركة منذ تأسيسها حتى عام 1998، عندما سلم المنصب لوالده بعد دخوله البرلمان، محتفظًا بلقب الرئيس الفخري.
بين عامي 1996 و1998، سيطرت يو كيه آر برومينفيست على العديد من شركات الحلويات ذات الملكية العامة إذ دُمجت ضمن مجموعة روشن في عام 1996، ما أدى إلى إنشاء أكبر عملية صناعة للحلويات في أوكرانيا. أكسبه نجاحه التجاري في هذه الصناعة لقب «ملك الشوكولاتة». شملت إمبراطورية بوروشنكو التجارية أيضًا العديد من مصانع السيارات والحافلات، وترسانة كوزنيا نا ريبالسكومو، وقناة 5 التلفزيونية، بالإضافة إلى شركات أخرى في أوكرانيا.

### المهنة السياسية المبكرة
فاز بوروشنكو بمنصبه الأول في المجلس الأعلى الأوكراني (البرلمان الأوكراني) في عام 1998 عن الدائرة الانتخابية الثانية عشرة ذات المقعد الواحد. بدايةً، كان عضوًا في الحزب الديمقراطي الاجتماعي الموحد لأوكرانيا، وهو الحزب الذي يقوده فيكتور ميدفيدشوك والذي كان مواليًا للرئيس ليونيد كوتشما في ذلك الوقت. ترك بوروشنكو الحزب الديمقراطي الاجتماعي الموحد لأوكرانيا في عام 2000 لإنشاء جناح وسط اليسار المستقل ثم حزب التضامن الأوكراني في عام 2001، لعب بوروشنكو دورًا أساسيًا في إنشاء حزب الأقاليم، الذي كان أيضًا مواليًا لكوتشما. بعد اندماج حزب التضامن الأوكراني في حزب الأقاليم، أنشأ بوروشنكو حزبًا جديدًا يحمل اسمًا مشابهًا، وهو حزب «التضامن».

## روابط خارجية
- بترو بوروشنكو على موقع IMDb (الإنجليزية)
- بترو بوروشنكو على موقع الموسوعة البريطانية (الإنجليزية)
- بترو بوروشنكو على موقع مونزينجر (الألمانية)